# Soirée câlin
 (septembre 2014).
Si vous disposez d'ouvrages ou d'articles de référence ou si vous connaissez des sites web de qualité traitant du thème abordé ici, merci de compléter l'article en donnant les références utiles à sa vérifiabilité et en les liant à la section « Notes et références ».

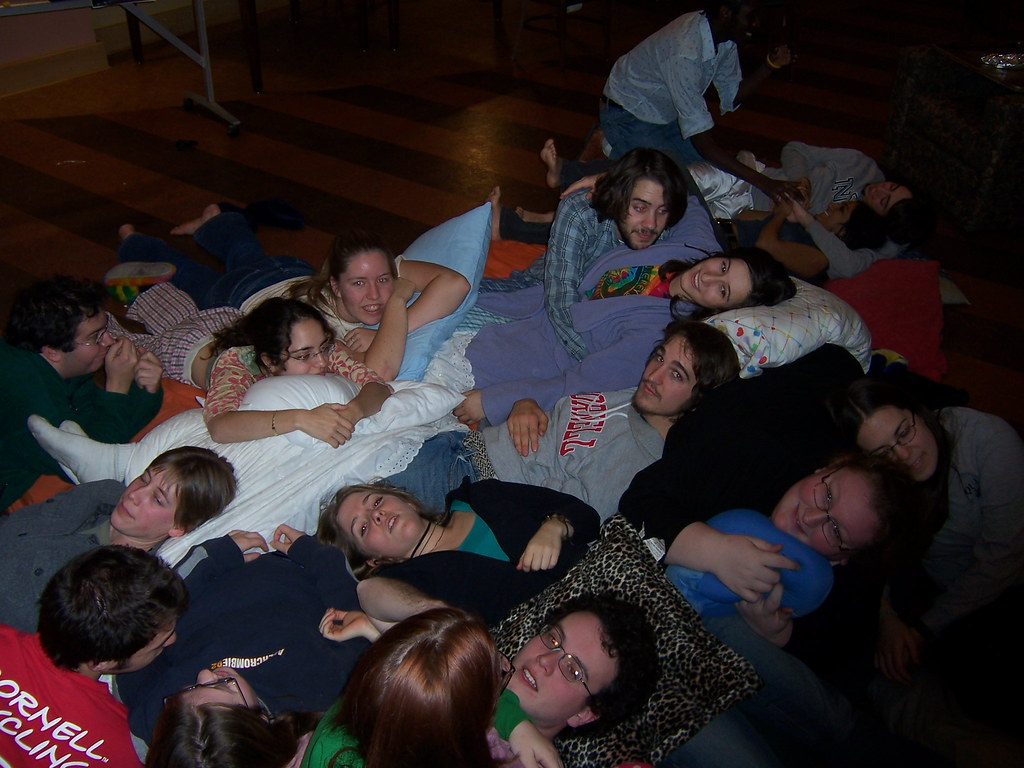
Cuddle Party

Les soirées câlin (en anglais « cuddle parties ») sont des soirées au cours desquelles des personnes qui ne se connaissent pas se blottissent l’une contre l’autre souvent pendant des heures, en pyjamas, sur des matelas qu’on a étalés, et peuvent bavarder entre elles sans pour autant avoir des rapports sexuels. Les soirées câlins sont nées dans le centre-ville de New York. Le plus souvent, elles réunissent jusqu’à cinquante participants âgés en moyenne de trente à cinquante ans, la proportion d’hommes et de femmes est à peu près la même. Le sexe est rigoureusement interdit pendant ces soirées.

## Histoire des soirées câlin
Les soirées câlin ont été inventées par Reid Mihalko et par sa compagne Marcia Baczynski, qui travaille comme conseillère en relations. 
La première soirée câlin a eu lieu en 2004 à New York, la capitale des célibataires américains, avant de gagner le reste des États-Unis, puis l'Europe, notamment l'Allemagne et les Pays-Bas.
Le dessein premier des inventeurs était de donner une impulsion nouvelle aux relations qui existaient entre leurs clients, puisque les contacts physiques quotidiens entre partenaires se limitaient à un minimum. Mihalko et Bazynski invitèrent à la première soirée câlin, dans l’appartement new yorkais du premier, des musiciens, des producteurs et des acteurs avec lesquels ils avaient lié amitié. Cette première soirée câlin mit en branle tout un mouvement. Aujourd’hui, Mihalko et Baczynski travaillent comme formateurs des soirées câlin dans tous les États-Unis. 
New York a la proportion de célibataires la plus élevée des États-Unis, un pays où le fait de toucher quelqu’un sur l’épaule peut être dénoncé comme harcèlement sexuel. La lente disparition des familles nombreuses, l’anonymat des grandes villes et l’allongement des heures de travail, combinés à la rareté du temps libre peuvent provoquer un sentiment de solitude chez les gens. La possibilité d’un contact physique mutuel et sans contrainte peut avoir ainsi chez nombre de gens un effet presque thérapeutique. Il existe différentes variétés de soirées câlin : d’après le groupe-cible, il existe des soirées pour les hommes, pour les femmes, pour un public mixte, pour un public de seniors et pour des célibataires. Les règles des inventeurs peuvent se résumer brièvement : d’abord, les participants ne doivent pas se rendre aux soirées câlins pour draguer, mais seulement pour faire des câlins[réf. nécessaire].  
Il semblerait que le fait de se toucher mutuellement fortifie le système immunitaire et empêche une décharge de cortisol, l’hormone du stress.[réf. nécessaire]
En Allemagne, les premières Kuschelpartys furent organisées en 2005 à Berlin, et elles trouvent aujourd’hui de plus en plus d’adeptes.

## Les règles
- Garder ses vêtements (le port du pyjama est fortement recommandé),
- pas de sexe,
- pas de baisers,
- ne jamais se forcer, être clair dans ses réponses et dans le doute s'abstenir,
- personne n'est obligé de se blottir avec tous les autres participants,
- toujours demander la permission avant de câliner quelqu'un et accepter les refus,
- être respectueux envers soi-même et les autres et être à l'écoute de ses sentiments,
- faire savoir ses impressions aux autres,
- en cas de questions, d'incertitudes ou de besoin de soutien, il est possible de s'adresser au coach câlin (cuddle coach),
- après le câlin, remercier ses partenaires.

## Déroulement
1. Faire connaissance avec les autres participants,
2. accepter le câlin ou dire non,
3. créer une intimité corporelle,
4. se blottir,
5. après le câlin, continuer la conversation.